# Coppa del Mondo di freestyle 2016
La Coppa del Mondo di freestyle 2016 è iniziata il 23 agosto 2015 a Cardrona, in Nuova Zelanda, e si è conclusa il 10 marzo 2016 a Tignes, in Francia. La Coppa del Mondo organizzata dalla FIS prevedeva 5 discipline: salti, gobbe, halfpipe, ski cross e slopestyle. Oltre alla Coppa del Mondo generale, sono state assegnate anche le Coppe del Mondo delle singole specialità.
Hanno conquistato la Coppa del Mondo generale il canadese Mikaël Kingsbury tra gli uomini e la statunitense Devin Logan tra le donne.

## Uomini

### Risultati
| Data             | Località       | Nazione       | Spec. | Primo                 | Secondo               | Terzo                 |
| ---------------- | -------------- | ------------- | ----- | --------------------- | --------------------- | --------------------- |
| 23 agosto 2015   | Cardrona       | Nuova Zelanda | HP    | Kevin Rolland         | Thomas Krief          | Benoît Valentin       |
| 28 agosto 2015   | Cardrona       | Nuova Zelanda | SS    | James Woods           | Øystein Bråten        | Joss Christensen      |
| 5 dicembre 2015  | Montafon       | Austria       | SX    | Christopher Del Bosco | Brady Leman           | Filip Flisar          |
| 11 dicembre 2015 | Val Thorens    | Francia       | SX    | Christopher Del Bosco | Filip Flisar          | Brady Leman           |
| 12 dicembre 2015 | Val Thorens    | Francia       | SX    | Jean-Frédéric Chapuis | Thomas Harasser       | Christopher Del Bosco |
| 12 dicembre 2015 | Ruka           | Finlandia     | DM    | Mikaël Kingsbury      | Benjamin Cavet        | Ikuma Horishima       |
| 19 dicembre 2015 | San Candido    | Italia        | SX    | Jean-Frédéric Chapuis | Brady Leman           | Johannes Rohrweck     |
| 20 dicembre 2015 | San Candido    | Italia        | SX    | Victor Öhling Norberg | Jean-Frédéric Chapuis | Sylvain Miaillier     |
| 19 dicembre 2015 | Pechino        | Cina          | AE    | Qi Guangpu            | Petr Medulič          | David Morris          |
| 20 dicembre 2015 | Pechino        | Cina          | AE    | Maksim Huscik         | David Morris          | Oleksandr Abramenko   |
| 15 gennaio 2016  | Lake Placid    | Stati Uniti   | MO    | annullata             | annullata             | annullata             |
| 16 gennaio 2016  | Lake Placid    | Stati Uniti   | AE    | annullata             | annullata             | annullata             |
| 16 gennaio 2016  | Watles         | Italia        | SX    | Jean-Frédéric Chapuis | Sylvain Miaillier     | Jonas Devouassoux     |
| 17 gennaio 2016  | Watles         | Italia        | SX    | Jonas Lenherr         | Alex Fiva             | Brady Leman           |
| 23 gennaio 2016  | Mammoth        | Stati Uniti   | HP    | Gus Kenworthy         | David Wise            | Aaron Blunck          |
| 24 gennaio 2016  | Mammoth        | Stati Uniti   | SS    | Joss Christensen      | McRae Williams        | Øystein Bråten        |
| 23 gennaio 2016  | Nakiska        | Canada        | SX    | Jean-Frédéric Chapuis | Armin Niederer        | Brady Leman           |
| 23 gennaio 2016  | Val Saint-Côme | Canada        | MO    | Mikaël Kingsbury      | Matt Graham           | Laurent Dumais        |
| 30 gennaio 2016  | Calgary        | Canada        | MO    | Mikaël Kingsbury      | Philippe Marquis      | Shō Endō              |
| 4 febbraio 2016  | Deer Valley    | Stati Uniti   | AE    | Qi Guangpu            | Olivier Rochon        | Oleksandr Abramenko   |
| 4 febbraio 2016  | Deer Valley    | Stati Uniti   | MO    | Matt Graham           | Mikaël Kingsbury      | Ludvig Fjällström     |
| 5 febbraio 2016  | Deer Valley    | Stati Uniti   | AE    | Petr Medulič          | Oleksandr Abramenko   | Naoya Tabara          |
| 6 febbraio 2016  | Deer Valley    | Stati Uniti   | DM    | Anthony Benna         | Jimi Salonen          | Dmitrij Rejcherd      |
| 5 febbraio 2016  | Park City      | Stati Uniti   | HP    | Aaron Blunck          | Benoît Valentin       | Kevin Rolland         |
| 12 febbraio 2016 | Boston         | Stati Uniti   | BA    | Vincent Gagnier       | Andri Ragettli        | Jonas Hunziker        |
| 13 febbraio 2016 | Idre           | Svezia        | SX    | Filip Flisar          | Christopher Del Bosco | Christoph Wahrstötter |
| 14 febbraio 2016 | Idre           | Svezia        | SX    | Victor Öhling Norberg | Thomas Zangerl        | Jonas Lenherr         |
| 13 febbraio 2016 | Mosca          | Russia        | AE    | Mac Bohonnon          | Jonathon Lillis       | Il'ja Burov           |
| 20 febbraio 2016 | Phoenix Park   | Corea del Sud | SS    | Alex Bellemare        | Henrik Harlaut        | Josiah Wells          |
| 20 febbraio 2016 | Tegernsee      | Germania      | SX    | annullata             | annullata             | annullata             |
| 21 febbraio 2016 | Tegernsee      | Germania      | SX    | annullata             | annullata             | annullata             |
| 20 febbraio 2016 | Minsk          | Bielorussia   | AE    | Christopher Lillis    | Maksim Huscik         | Il'ja Burov           |
| 28 febbraio 2016 | Phoenix Park   | Corea del Sud | SX    | Bastien Midol         | Paul Eckert           | Jean-Frédéric Chapuis |
| 27 febbraio 2016 | Sierra Nevada  | Spagna        | AE    | annullata             | annullata             | annullata             |
| 27 febbraio 2016 | Tazawako       | Giappone      | MO    | Bradley Wilson        | Mikaël Kingsbury      | Matt Graham           |
| 28 febbraio 2016 | Tazawako       | Giappone      | DM    | Mikaël Kingsbury      | Thomas Rowley         | Benjamin Cavet        |
| 4 marzo 2016     | Arosa          | Svizzera      | SX    | Semen Denščikov       | Victor Öhling Norberg | Christopher Del Bosco |
| 4 marzo 2016     | Silvaplana     | Svizzera      | SS    | Andri Ragettli        | Fabian Bösch          | Øystein Bråten        |
| 5 marzo 2016     | Mosca          | Russia        | DM    | Mikaël Kingsbury      | Benjamin Cavet        | Philippe Marquis      |
| 10 marzo 2016    | Tignes         | Francia       | HP    | Kevin Rolland         | Lyman Currier         | Benoît Valentin       |
| 13 marzo 2016    | Squaw Valley   | Stati Uniti   | SX    | annullata             | annullata             | annullata             |

Legenda: 

AE = Salti 

BA = Big air 

HP = Halfpipe 

MO = Gobbe 

DM = Gobbe in parallelo 

SS = Slopestyle 

SX = Ski cross 

T = gara a squadre

### Classifiche

#### Generale
| Pos. | Nome                  | Nazione     | Punti |
| ---- | --------------------- | ----------- | ----- |
| 1    | Mikaël Kingsbury      | Canada      | 88,13 |
| 2    | Kevin Rolland         | Francia     | 59,20 |
| 3    | Jean-Frédéric Chapuis | Francia     | 57,83 |
| 4    | Andri Ragettli        | Svizzera    | 52,40 |
| 5    | Oleksandr Abramenko   | Ucraina     | 51,67 |
| 6    | Øystein Bråten        | Norvegia    | 49,60 |
| 7    | Aaron Blunck          | Stati Uniti | 49,00 |
| 8    | Benoît Valentin       | Francia     | 49,00 |
| 9    | Matt Graham           | Australia   | 47,25 |
| 10   | Benjamin Cavet        | Francia     | 47,25 |

#### Salti
| Pos. | Nome                | Nazione     | Punti |
| ---- | ------------------- | ----------- | ----- |
| 1    | Oleksandr Abramenko | Ucraina     | 310   |
| 2    | Maksim Huscik       | Bielorussia | 276   |
| 3    | Petr Medulič        | Russia      | 244   |
| 4    | Qi Guangpu          | Cina        | 226   |
| 5    | Il'ja Burov         | Russia      | 214   |

#### Gobbe
| Pos. | Nome             | Nazione   | Punti |
| ---- | ---------------- | --------- | ----- |
| 1    | Mikaël Kingsbury | Canada    | 705   |
| 2    | Matt Graham      | Australia | 378   |
| 3    | Benjamin Cavet   | Francia   | 378   |
| 4    | Philippe Marquis | Canada    | 348   |
| 5    | Jimi Salonen     | Finlandia | 272   |

#### Skicross
| Pos. | Nome                  | Nazione  | Punti |
| ---- | --------------------- | -------- | ----- |
| 1    | Jean-Frédéric Chapuis | Francia  | 694   |
| 2    | Christopher Del Bosco | Canada   | 554   |
| 3    | Brady Leman           | Canada   | 523   |
| 4    | Victor Öhling Norberg | Francia  | 413   |
| 5    | Filip Flisar          | Slovenia | 379   |

#### Halfpipe
| Pos. | Nome            | Nazione     | Punti |
| ---- | --------------- | ----------- | ----- |
| 1    | Kevin Rolland   | Francia     | 296   |
| 2    | Aaron Blunck    | Stati Uniti | 245   |
| 3    | Benoît Valentin | Francia     | 245   |
| 4    | Lyman Currier   | Stati Uniti | 16    |
| 5    | Broby Leeds     | Stati Uniti | 136   |

#### Slopestyle
| Pos. | Nome             | Nazione     | Punti |
| ---- | ---------------- | ----------- | ----- |
| 1    | Andri Ragettli   | Svizzera    | 262   |
| 2    | Øystein Bråten   | Norvegia    | 248   |
| 3    | McRae Williams   | Stati Uniti | 222   |
| 4    | James Woods      | Regno Unito | 221   |
| 5    | Joss Christensen | Stati Uniti | 160   |

## Donne

### Risultati
| Data             | Località       | Nazione       | Spec. | Primo                      | Secondo                 | Terzo                      |
| ---------------- | -------------- | ------------- | ----- | -------------------------- | ----------------------- | -------------------------- |
| 23 agosto 2015   | Cardrona       | Nuova Zelanda | HP    | Devin Logan                | Janina Kuzma            | Ayana Onozuka              |
| 28 agosto 2015   | Cardrona       | Nuova Zelanda | SS    | Tiril Sjåstad Christiansen | Silvia Bertagna         | Lisa Zimmermann            |
| 5 dicembre 2015  | Montafon       | Austria       | SX    | Marielle Thompson          | Anna Holmlund           | Katrin Ofner               |
| 11 dicembre 2015 | Val Thorens    | Francia       | SX    | Anna Holmlund              | Sandra Näslund          | Ophélie David              |
| 12 dicembre 2015 | Val Thorens    | Francia       | SX    | Anna Holmlund              | Alizée Baron            | Andrea Limbacher           |
| 12 dicembre 2015 | Ruka           | Finlandia     | DM    | Mikaela Matthews           | Regina Rachimova        | Chloé Dufour-Lapointe      |
| 19 dicembre 2015 | San Candido    | Italia        | SX    | Heidi Zacher               | Anna Holmlund           | Sandra Näslund             |
| 20 dicembre 2015 | San Candido    | Italia        | SX    | Andrea Limbacher           | Kelsey Serwa            | Alizée Baron               |
| 19 dicembre 2015 | Pechino        | Cina          | AE    | Ashley Caldwell            | Zhang Xin               | Kiley McKinnon             |
| 20 dicembre 2015 | Pechino        | Cina          | AE    | Kong Fanyu                 | Ashley Caldwell         | Quan Huilin                |
| 15 gennaio 2016  | Lake Placid    | Stati Uniti   | MO    | annullata                  | annullata               | annullata                  |
| 16 gennaio 2016  | Lake Placid    | Stati Uniti   | AE    | annullata                  | annullata               | annullata                  |
| 16 gennaio 2016  | Watles         | Italia        | SX    | Anna Holmlund              | Alizée Baron            | Andrea Limbacher           |
| 17 gennaio 2016  | Watles         | Italia        | SX    | Marielle Thompson          | Anna Holmlund           | Heidi Zacher               |
| 23 gennaio 2016  | Mammoth        | Stati Uniti   | HP    | Ayana Onozuka              | Devin Logan             | Janina Kuzma               |
| 24 gennaio 2016  | Mammoth        | Stati Uniti   | SS    | Yuki Tsubota               | Giulia Tanno            | Emma Dahlström             |
| 23 gennaio 2016  | Nakiska        | Canada        | SX    | Marielle Thompson          | Anna Holmlund           | Andrea Limbacher           |
| 23 gennaio 2016  | Val Saint-Côme | Canada        | MO    | Justine Dufour-Lapointe    | Chloé Dufour-Lapointe   | Maxime Dufour-Lapointe     |
| 30 gennaio 2016  | Calgary        | Canada        | MO    | Chloé Dufour-Lapointe      | Justine Dufour-Lapointe | Andi Naude                 |
| 4 febbraio 2016  | Deer Valley    | Stati Uniti   | AE    | Yang Yu                    | Samantha Wells          | Aleksandra Orlova          |
| 4 febbraio 2016  | Deer Valley    | Stati Uniti   | MO    | Justine Dufour-Lapointe    | Julija Galyševa         | Chloé Dufour-Lapointe      |
| 5 febbraio 2016  | Deer Valley    | Stati Uniti   | AE    | Zhang Xin                  | Danielle Scott          | Ashley Caldwell            |
| 6 febbraio 2016  | Deer Valley    | Stati Uniti   | DM    | Justine Dufour-Lapointe    | Julija Galyševa         | Jaelin Kauf                |
| 5 febbraio 2016  | Park City      | Stati Uniti   | HP    | Maddie Bowman              | Ayana Onozuka           | Marie Martinod             |
| 12 febbraio 2016 | Boston         | Stati Uniti   | BA    | Lisa Zimmermann            | Emma Dahlström          | Tiril Sjåstad Christiansen |
| 13 febbraio 2016 | Idre           | Svezia        | SX    | Anna Holmlund              | Marielle Thompson       | Sandra Näslund             |
| 14 febbraio 2016 | Idre           | Svezia        | SX    | Marielle Thompson          | Sandra Näslund          | Alizée Baron               |
| 13 febbraio 2016 | Mosca          | Russia        | AE    | Alina Gridneva             | Jnbota Aldabergenova    | Madison Olsen              |
| 20 febbraio 2016 | Phoenix Park   | Corea del Sud | SS    | Tiril Sjåstad Christiansen | Maggie Voisin           | Emma Dahlström             |
| 20 febbraio 2016 | Tegernsee      | Germania      | SX    | annullata                  | annullata               | annullata                  |
| 21 febbraio 2016 | Tegernsee      | Germania      | SX    | annullata                  | annullata               | annullata                  |
| 20 febbraio 2016 | Minsk          | Bielorussia   | AE    | Ashley Caldwell            | Danielle Scott          | Aljaksandra Ramanoŭskaja   |
| 28 febbraio 2016 | Phoenix Park   | Corea del Sud | SX    | Andrea Limbacher           | Kelsey Serwa            | Anna Holmlund              |
| 27 febbraio 2016 | Sierra Nevada  | Spagna        | AE    | annullata                  | annullata               | annullata                  |
| 27 febbraio 2016 | Tazawako       | Giappone      | MO    | Perrine Laffont            | Chloé Dufour-Lapointe   | Audrey Robichaud           |
| 28 febbraio 2016 | Tazawako       | Giappone      | DM    | Deborah Scanzio            | Audrey Robichaud        | Chloé Dufour-Lapointe      |
| 4 marzo 2016     | Arosa          | Svizzera      | SX    | Anna Holmlund              | Marielle Thompson       | Alizée Baron               |
| 4 marzo 2016     | Silvaplana     | Svizzera      | SS    | Emma Dahlström             | Giulia Tanno            | Maggie Voisin              |
| 5 marzo 2016     | Mosca          | Russia        | DM    | Perrine Laffont            | Andi Naude              | Hedvig Wessel              |
| 10 marzo 2016    | Tignes         | Francia       | HP    | Maddie Bowman              | Annalisa Drew           | Marie Martinod             |
| 13 marzo 2016    | Squaw Valley   | Stati Uniti   | SX    | annullata                  | annullata               | annullata                  |

Legenda: 

AE = Salti 

BA = Big air 

HP = Halfpipe 

MO = Gobbe 

DM = Gobbe in parallelo 

SS = Slopestyle 

SX = Ski cross 

T = gara a squadre

### Classifiche

#### Generale
| Pos. | Nome                       | Nazione     | Punti |
| ---- | -------------------------- | ----------- | ----- |
| 1    | Devin Logan                | Stati Uniti | 88,20 |
| 2    | Anna Holmlund              | Svezia      | 81,25 |
| 3    | Tiril Sjåstad Christiansen | Norvegia    | 69,00 |
| 4    | Ashley Caldwell            | Stati Uniti | 68,17 |
| 5    | Chloé Dufour-Lapointe      | Canada      | 61,75 |
| 6    | Marielle Thompson          | Canada      | 61,42 |
| 7    | Emma Dahlström             | Svezia      | 60,00 |
| 8    | Justine Dufour-Lapointe    | Canada      | 58,88 |
| 9    | Ayana Onozuka              | Giappone    | 58,00 |
| 10   | Danielle Scott             | Australia   | 54,17 |

#### Salti
| Pos. | Nome              | Nazione     | Punti |
| ---- | ----------------- | ----------- | ----- |
| 1    | Ashley Caldwell   | Stati Uniti | 409   |
| 2    | Danielle Scott    | Australia   | 325   |
| 3    | Alina Gridneva    | Russia      | 247   |
| 4    | Aleksandra Orlova | Russia      | 242   |
| 5    | Zhang Xin         | Cina        | 232   |

#### Gobbe
| Pos. | Nome                    | Nazione    | Punti |
| ---- | ----------------------- | ---------- | ----- |
| 1    | Chloé Dufour-Lapointe   | Canada     | 494   |
| 2    | Justine Dufour-Lapointe | Canada     | 471   |
| 3    | Perrine Laffont         | Francia    | 414   |
| 4    | Julija Galyševa         | Kazakistan | 318   |
| 5    | Andi Naude              | Canada     | 306   |

#### Skicross
| Pos. | Nome              | Nazione | Punti |
| ---- | ----------------- | ------- | ----- |
| 1    | Anna Holmlund     | Svezia  | 975   |
| 2    | Marielle Thompson | Canada  | 737   |
| 3    | Alizée Baron      | Francia | 612   |
| 4    | Sandra Näslund    | Svezia  | 556   |
| 5    | Andrea Limbacher  | Austria | 527   |

#### Halfpipe
| Pos. | Nome          | Nazione       | Punti |
| ---- | ------------- | ------------- | ----- |
| 1    | Ayana Onozuka | Giappone      | 290   |
| 2    | Devin Logan   | Stati Uniti   | 260   |
| 3    | Maddie Bowman | Stati Uniti   | 245   |
| 4    | Janina Kuzma  | Nuova Zelanda | 214   |
| 5    | Annalisa Drew | Stati Uniti   | 159   |

#### Slopestyle
| Pos. | Nome                       | Nazione  | Punti |
| ---- | -------------------------- | -------- | ----- |
| 1    | Tiril Sjåstad Christiansen | Norvegia | 345   |
| 2    | Emma Dahlström             | Svezia   | 300   |
| 3    | Lisa Zimmermann            | Germania | 224   |
| 4    | Yuki Tsubota               | Canada   | 210   |
| 5    | Giulia Tanno               | Svizzera | 208   |

## Coppa delle Nazioni
| Pos. | Nazione     | Punti |
| ---- | ----------- | ----- |
| 1    | Canada      | 6131  |
| 2    | Stati Uniti | 4579  |
| 3    | Francia     | 4185  |
| 4    | Russia      | 2921  |
| 5    | Svezia      | 2845  |